# Osmanische Marine
Die osmanische Marine (osmanisch دوننماى همايون İA Donanma-yı Humâyûn, türkisch Osmanlı Donanması) war die Seestreitkraft des Osmanischen Reiches. Sie wurde im 14. Jahrhundert gegründet und nach der osmanischen Niederlage im Ersten Weltkrieg aufgelöst.

## Wurzeln

Die Seebeyliks Aydin, Saruhan und Karesi lagen im Westen Anatoliens

Die Rum-Seldschuken waren die erste türkische, muslimische Dynastie, die ab 1081 in Anatolien eine Marine aufstellte. Mit dem Niedergang der Macht der Seldschuken gab es dann aber keine zentral gelenkte türkische Flotte in Anatolien mehr. Manche Beyliks hatten jedoch kleinere Flotten zur Seeräuberei. Die größte und schlagkräftigste dieser mittelalterlichen Piratenflotten war bis 1348 die des Emirs Umur Bey von Aydin. Auch die Saruhan-Beys von Manisa und die Mentesche von Milas (Karien) verfügten damals über relativ beträchtliche Seestreitkräfte.

## Gründung
Seit Anfang des 14. Jahrhunderts expandierte das Osmanische Reich zunehmend, doch erst 1333 wurde mit Gemlik eine erste Hafenstadt erobert. Mit der Eroberung des Beyliks Karesi an den Dardanellen fiel 1346 auch dessen kleine Flotte in die Hände der Osmanen, doch diese kleine Flotte war zunächst noch den christlichen Flotten in jeder Hinsicht unterlegen – zumindest eine direkte Konfrontation mit den oberitalienischen oder Kreuzfahrerflotten konnte sie noch nicht wagen. Sie konnte dennoch kleinere Angriffe und Überfälle auf die Ägäis-Inseln unternehmen; beim Versuch die Insel Imbros zu erobern, wurden sie 1347 jedoch von einer Johanniterflotte geschlagen.
In den folgenden Jahren beteiligte sich die osmanische Flotte an der Expansion des Osmanischen Reiches, jedoch spielte die Marine noch keine große Rolle im osmanischen Militär. Schiffe wurden hauptsächlich zum Transport von Truppen gebraucht. Dies wurde jedoch zumeist von Venedig oder Genua übernommen. Die militärische Stärke der Osmanen lag bei den Landstreitkräften. Mit zunehmender Expansion trafen die Osmanen aber auf Völker, welche schon seit der Antike Schifffahrt betrieben. In Gelibolu wurde seit 1390 das erste Marinearsenal aufgebaut, die noch kleine osmanische Flotte wurde jedoch bei Gelibolu im Mai 1416 von den Venezianern zunächst geschlagen.

## Bedeutungszuwachs
Bereits Mehmed II. baute die Marine mit Hinblick auf eine Belagerung Konstantinopels aus.
Bei der Einnahme Konstantinopels 1453 spielte die osmanische Marine dann auch zum ersten Mal eine nennenswerte Rolle. Sie unterstützte das Übersetzen der Truppen über den Bosporus und blockierte Konstantinopel von See her. In den folgenden Jahren half eine starke osmanische Flotte bei Eroberungen im Ägäischen Meer, im Schwarzen Meer und im Ionischen Meer. Die osmanische Flotte war jedoch nicht schlagkräftig genug, um in den Kriegen gegen Venedig und die anderen italienischen Staaten die Seeherrschaft erringen zu können. So konnten die Osmanen mit Hilfe der Flotte zwar Truppen in Apulien anlanden und 1480/81 sogar kurzzeitig Otranto erobern, sie konnten diese gelandeten Truppen jedoch nicht über das vom Feind beherrschte Meer versorgen und auch den spanischen Muslimen bei der Verteidigung Granadas nicht die erhoffte Hilfe bringen.
Bayezid II. widmete sich deshalb ab 1484 intensiv der Reorganisation und Vergrößerung der Marine bzw. dem Aufbau einer Hochseeflotte, die sowohl aus Ruderschiffen (Galeeren) als auch aus Segelschiffen bestand. Bauholz für diese Flotte kam vor allem aus der kilikischen Ebene; die küstennahen Balkanwälder waren zu diesem Zeitpunkt schon erschöpft. Entscheidend war 1495 die Übernahme des Korsaren Kemal Reis in osmanische Dienste, er reformierte die Seekriegsstrategie, und 1498 (Seeschlacht von Sapienza), 1499 (Schlacht von Zonchio) bzw. 1500 (Schlacht von Modon) konnten die Osmanen die Seefestungen Lepanto, Modon und Koron von den Venezianern erobern. In kleineren Seegefechten waren die Osmanen dem Gegner fortan meist überlegen und siegreich; in größeren Seeschlachten jedoch versagte ihre Strategie oft und 1532 erlitten sie Osmanen mehrere Niederlagen gegen die spanische Flotte unter Andrea Doria, in deren Folge auch Koron, Patras und Lepanto kurzzeitig wieder verloren gingen.
Mit der Einrichtung und dem Ausbau des Marinearsenals unter Selim I. waren auch die letzten notwendigen Grundlagen für die Schaffung einer dem Abendland ebenbürtigen Marine geschaffen worden.

## Die Ära Khair ad-Din

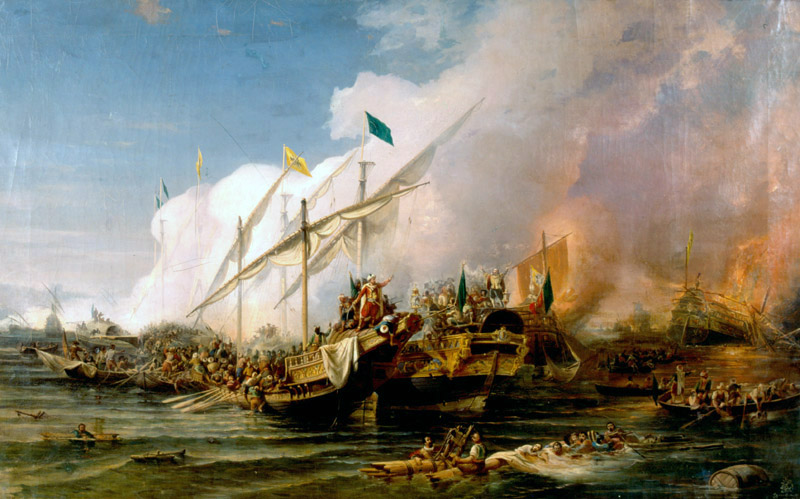
Seesieg bei Preveza (1538)

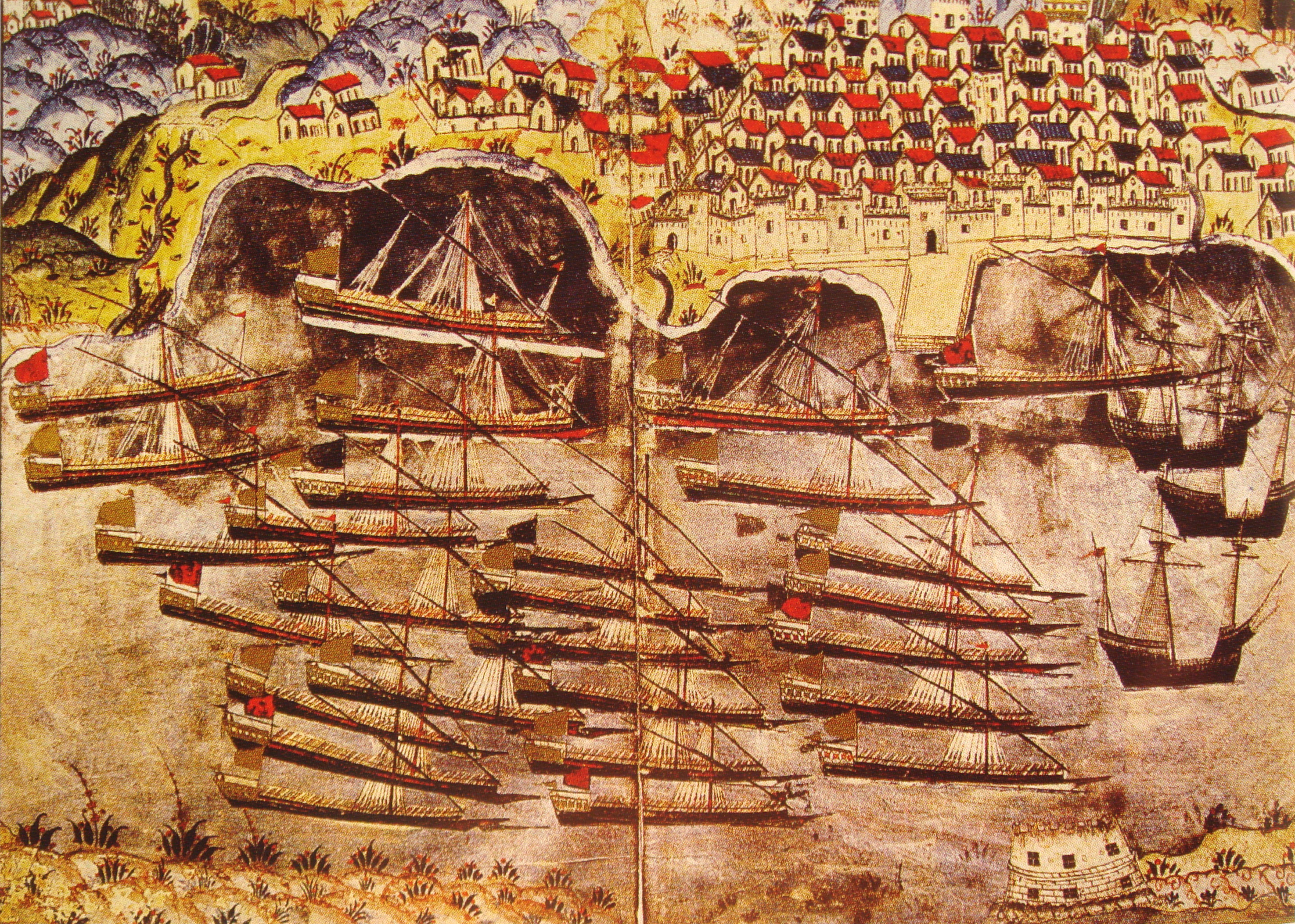
Zeitgenössische Darstellung der Überwinterung der osmanischen Flotte in Toulon (1543)

Auch Khair ad-Din war ein Korsar, welcher über Algier herrschte. Zum Schutz gegen Spanien stellte er sich unter die Herrschaft der hohen Pforte und wurde zum Pascha ernannt. Dank seiner erfolgreichen Raubzüge wurde er im August 1533 von Süleyman I. zum Oberbefehlshaber der osmanischen Mittelmeermarine (Kaptan-ı Derya) ernannt. Er baute die osmanische Flotte um und unternahm Raubzüge im Mittelmeer und im Roten Meer. Des Weiteren vertrieb er Venedig von den Ägäischen Inseln, verlor jedoch 1535 Tunis an Andrea Doria. Um den Osmanen Paroli bieten zu können, förderte Papst Paul III. im Februar 1538 eine Heilige Liga aus den Streitkräften Venedigs und Spaniens. Trotz der zahlenmäßigen Überlegenheit der Heiligen Liga siegte die osmanische Flotte in der Seeschlacht von Preveza am 28. September 1538 über die Spanier unter Andrea Doria, und 1541 scheiterten die Spanier und Doria auch vor Algier. Dies führte zu einer über Jahrzehnte andauernden Dominanz der osmanischen Marine im Mittelmeer.
Frankreich schloss damals ein Bündnis mit den Osmanen. Die osmanische Flotte überwinterte im französischen Toulon (1543/44), bei ihrer Rückkehr schlossen sich ihr fünf französische Galeeren unter Antoine Escalin des Aimars zu einem Gegenbesuch in Istanbul an.
Im Kampf gegen die Vorherrschaft Portugals im Roten Meer, Persischen Golf, Arabischen Meer und im Indischen Ozean erreichten osmanische Kriegsschiffe 1531 Diu, 1538 Gujerat, 1552 Hormuz, 1554 Daman, 1569 Aceh und 1586 Mombasa.
Große osmanische Marinearsenale befanden sich im 16. Jahrhundert in Galata und Gallipoli, kleinere Arsenale gab es auch in Iznik, Istanbul, Sinope und Suez. In Rhodos, Alexandria und Kavalla lagen größere Geschwader vor Anker. Antalya, Azov, Basra und Mokka waren Stützpunkte für kleinere Flottillen. Die Errichtung eines Kanals zwischen Don und Wolga, die Etablierung einer kaspischen Flottille in Derbent und somit die Erringung der Seeherrschaft auch auf dem Kaspischen Meer scheiterten 1569 wegen des missglückten Feldzugs gegen Astrachan. Die von den Osmanen dafür einsetzbaren Kräfte waren zu gering.

## Niedergang und Modernisierung

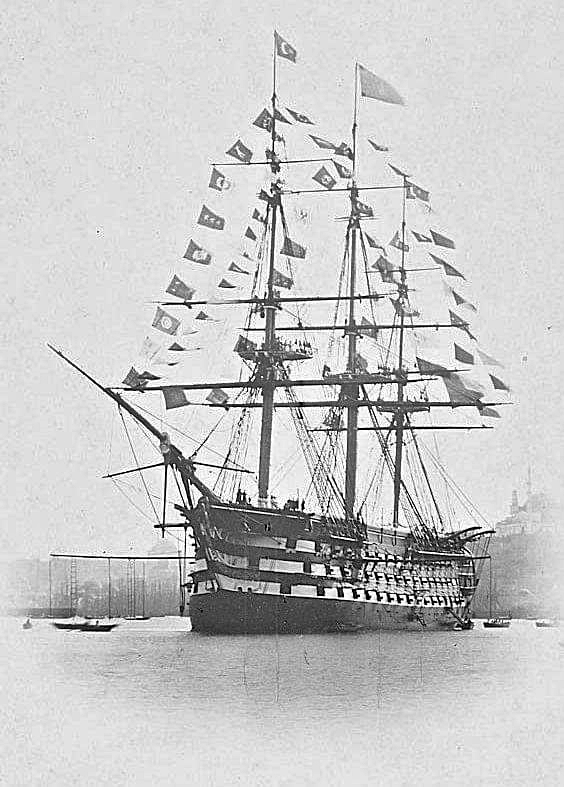
Das 1829 gebaute Flaggschiff Mahmudiye war zwischenzeitlich das größte Kriegsschiff der Welt

Nach der Invasion Korsikas (1553), der Invasion Menorcas (1558), dem osmanischen Seesieg über die Spanier bei Djerba (1560), der Belagerung Maltas (1565) und der Einnahme Zyperns durch die Osmanen (1570/71) schmiedeten die christlichen Mächte Europas 1571 zum wiederholten Mal eine heilige Liga. Am 7. Oktober 1571 kam es zur Seeschlacht von Lepanto. Diese gilt als größte Galeerenschlacht der Geschichte und endete mit der fast völligen Vernichtung der osmanischen Flotte. Die Osmanen verloren 225 Schiffe und 20.000 Mann, doch mit großem Kostenaufwand und durch "Pressen" griechischer und slawischer Küstenbewohner wurde die Osmanische Flotte unter Kılıç Ali Pascha vollständig wiederhergestellt. Nur sechs Monate nach Lepanto stach die neue Flotte in See und eroberte drei Jahre später das spanisch besetzte Tunis, 1575 brachte sie die Osmanen sogar nach Castro in Apulien.
Eine erneute Invasion Maltas scheiterte 1614, doch im Krieg um Kreta konnte die osmanische Flotte ab 1645 erfolgreich Truppen auf der Insel landen, die Venezianer 1654 vor den Dardanellen zunächst schlagen und dann trotz ihrer Niederlage in einer erneuten Dardanellenschlacht (1656) und bei Kos (1662) doch noch Kreta erobern. Im Laufe des 17. Jahrhunderts veraltete die osmanische Flotte und ihre Bedeutung nahm zunehmend ab. Letztmals gelangen den Osmanen 1694 vor den Dardanellen, 1695 vor Chios sowie 1697 vor Lemnos Seesiege über die Venezianer, und gegen Ende des Großen Türkenkrieges verfügte die Osmanische Marine über 45 Linienschiffe und Fregatten im Schwarzen Meer sowie 35 größere Kriegsschiffe in der Ägäis. Nachdem sie sich 1717 aber bei Imbros nur mit Mühe und dank Überzahl gegen die Venezianer hatten behaupten können, schlug eine portugiesisch-venezianisch-maltesische Flotte die Osmanen nur wenige Wochen später vor Kap Matapan.
Folgenschwerer als die Niederlage von Lepanto war 1770 die Niederlage von Çeşme gegen die russische Marine. Daraufhin versuchte Cezayirli Gazi Hassan Pascha, die osmanische Flotte zu modernisieren, und es gelang ihm, noch während des Krieges eine neue Flotte bauen zu lassen. Von den geplanten 40 großen Linienschiffen westlichen Typs waren 1778 zwar erst 36 Schiffe gebaut, von denen sich wiederum zunächst 20, dann 30 im Schwarzen Meer befanden. Dennoch scheiterte im nächsten Krieg 1787 eine Landung bei Kinburn, und 1788 unterlag Hassan Pascha den Russen vor Otschakow. Vor Kinburn und Otschakow verloren die Osmanen viele Linienschiffe, doch schon 1789 entsandten sie 22 neue Linienschiffe ins Schwarze Meer. Diese allerdings unterlagen 1790 den Russen bei Kertsch bzw. bei Tendra. Angesichts  dieser Misserfolge und des Ausbleibens französischer Hilfe (wegen der Französischen Revolution) heuerte Sultan Selim III. nach Hassans Tod zunächst britische Marineoffiziere und -instrukteure an; trotzdem unterlag die osmanische Marine 1791 vor Kap Kaliakra erneut.
Nach diesen Niederlagen holte Selim III. 1793 anstelle der Briten wieder französische Marineinstrukteure ins Land. Ob die Franzosen die Reform der osmanischen Marine bewusst verzögerten oder ob die für die Modernisierung ausgegebenen Gelder von reformunwilligen osmanischen Marineoffizieren veruntreut wurden, auf jeden Fall war die osmanische Flotte zu Beginn der französischen Eroberung Ägyptens faktisch nicht einsatzfähig. Hinter frischem Anstrich der Kriegsschiffe verbargen sich wurmstichiges Holz, morsche Taue und veraltete Geschütze mit geringer Reichweite und minderwertigem Pulver. Im Bündnis mit Briten und Russen gegen die Franzosen konnte die von Küçük Hüseyin Pasha geführte osmanische Flotte dennoch 1799 die Ionischen Inseln erobern und Truppen in Ägypten sowie in Italien anlanden. Befehlshaber der vereinigten russisch-osmanischen Flotte wurde ausgerechnet jener russische Admiral Uschakow, der die Osmanen acht Jahre zuvor bei Kertsch, Tendra und Kaliakra mehrfach geschlagen hatte. Ab 1802 wieder im Besitz Ägyptens und wieder verbündet mit den Franzosen, konnte sich die osmanische Marine zwar 1807 vor den Dardanellen gegen die britische Royal Navy behaupten, unterlag aber wenige Monate später an der gleichen Stelle den Russen.

Niederlage bei Lepanto (1571)
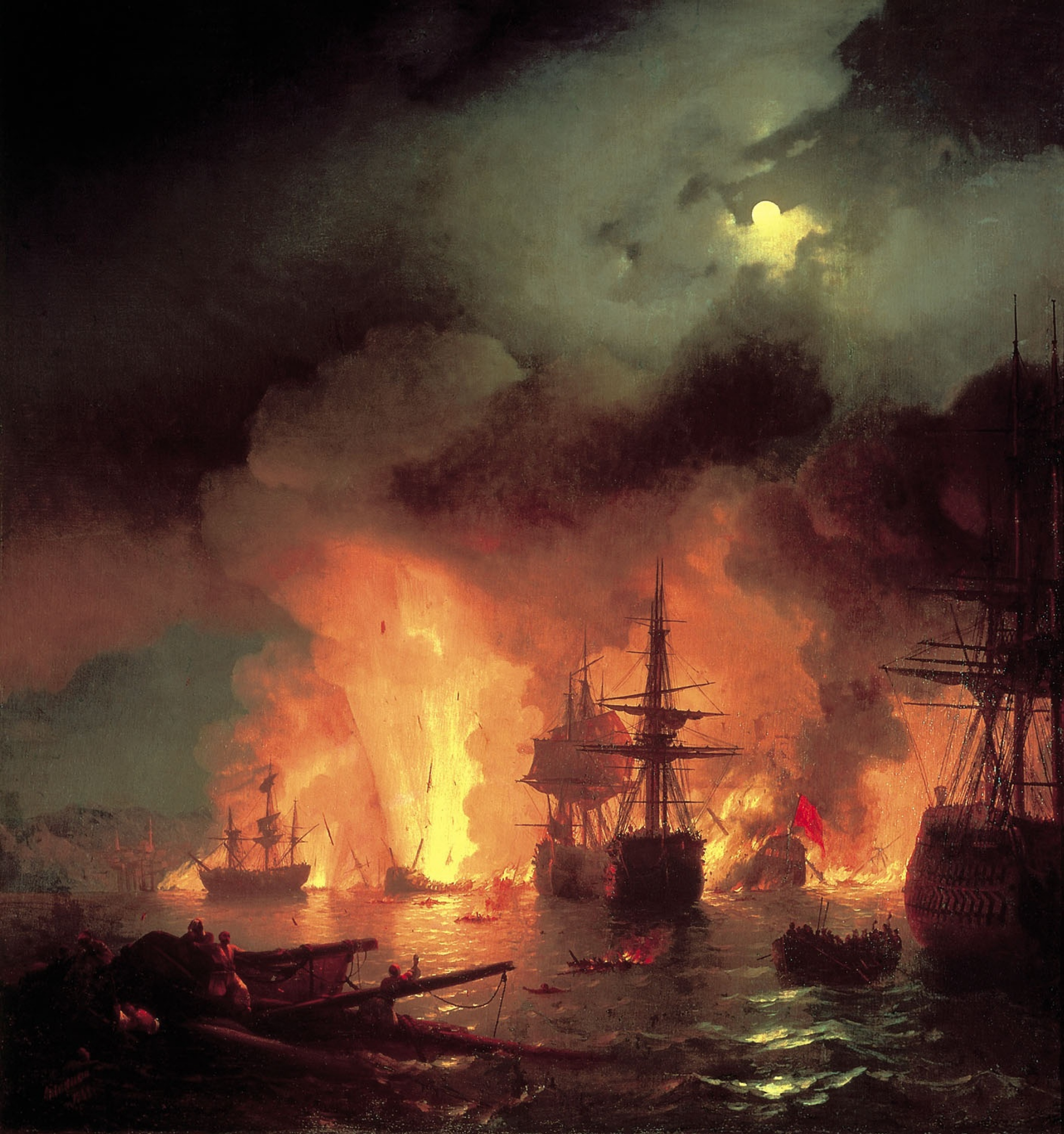
Niederlage bei Çeşme (1770)
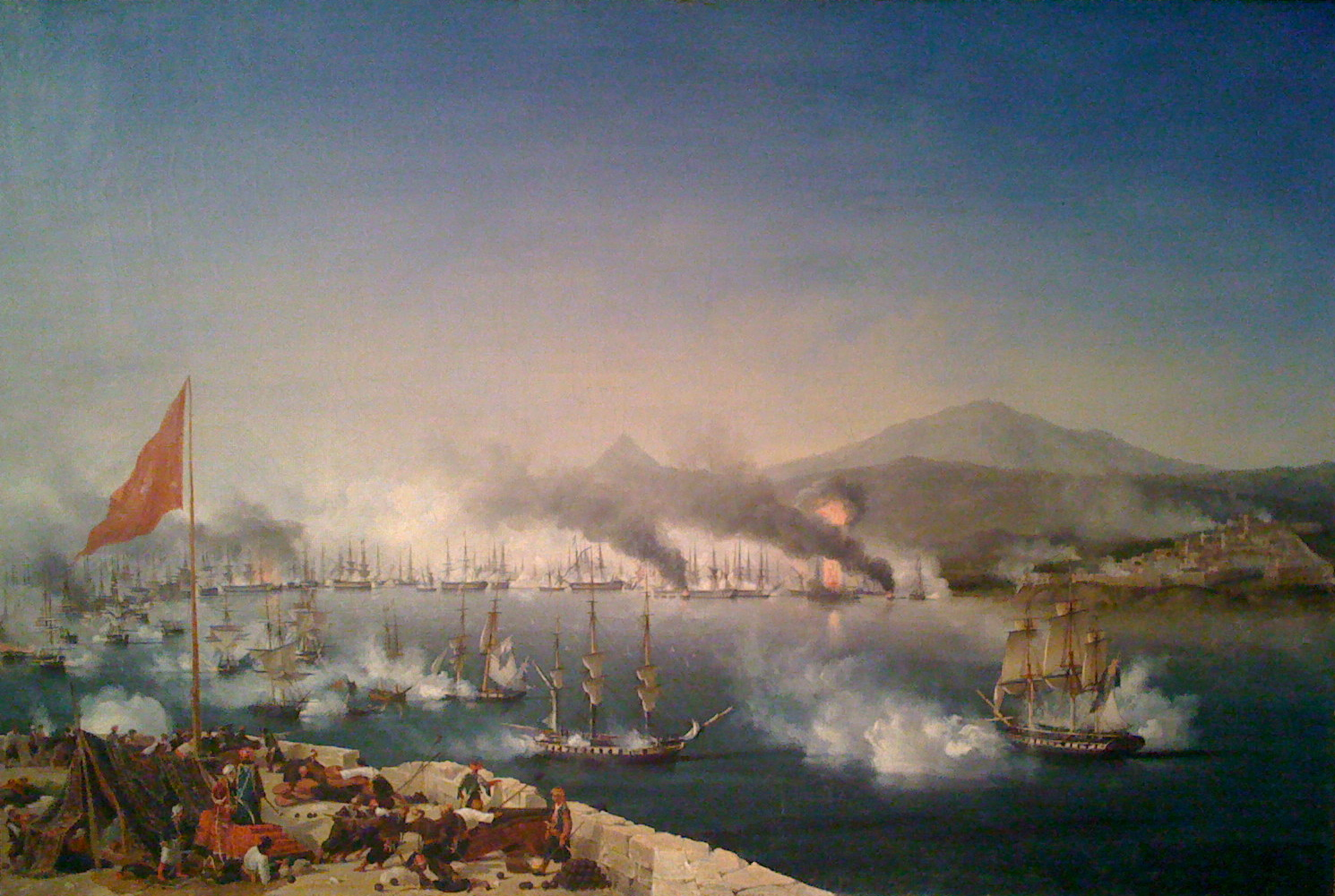
Niederlage bei Navarino (1827)

Im Laufe des 19. Jahrhunderts gab es weitere Bestrebungen, die Flotte zu modernisieren. Während der Griechischen Revolution wurden 1824 die ägyptische und osmanische Flotte miteinander vereinigt. In der Schlacht von Navarino, bei der die Flotten Russlands, Großbritanniens und Frankreichs gegen die osmanische standen, wurden 1827 jedoch drei Viertel der türkischen und ägyptischen Schiffe versenkt. Eine neue osmanische Flotte zwang durch eine Flottendemonstration Tripolis und Tunis 1835 wieder unter osmanische Herrschaft, doch im Konflikt mit dem zwischenzeitlich abtrünnig gewordenen Ägypten lieferte der osmanische Kapudan Pascha 1839 die gesamte Flotte den Ägyptern aus. (Sein Stellvertreter, der Patrona, blieb dem Sultan treu.) Erst eine britisch-österreichische Flottendemonstration zwang die Ägypter 1840 zur Rückgabe der osmanischen Flotte. Einen weiteren bedeutenden Rückschlag für die osmanisch-ägyptische Flotte gab es in der Seeschlacht bei Sinope zu Beginn des Krimkriegs.
Unter Sultan Abdülaziz (1861–1876) wurden erneut einige halbherzige Reformen begonnen, die Marine neu zu organisieren und zu modernisieren. Dabei spielten Engländer zunächst eine Schlüsselrolle. Die meisten Schiffe wurden in Großbritannien gekauft oder in osmanischen Werften von britischen Ingenieuren konstruiert. Der englische Marineoffizier Adolf Slade (alias Muchaver Pascha) ordnete nach dem Unglück von Sinope die osmanische Marine neu, und während eines griechischen Aufstands auf Kreta (1866–68) riegelte die osmanische Flotte unter dem britisch-osmanischen Admiral Augustus Charles Hobart die Insel erfolgreich ab. Zudem wurde ein Marineministerium gegründet und eine neue Marineschule eröffnet.

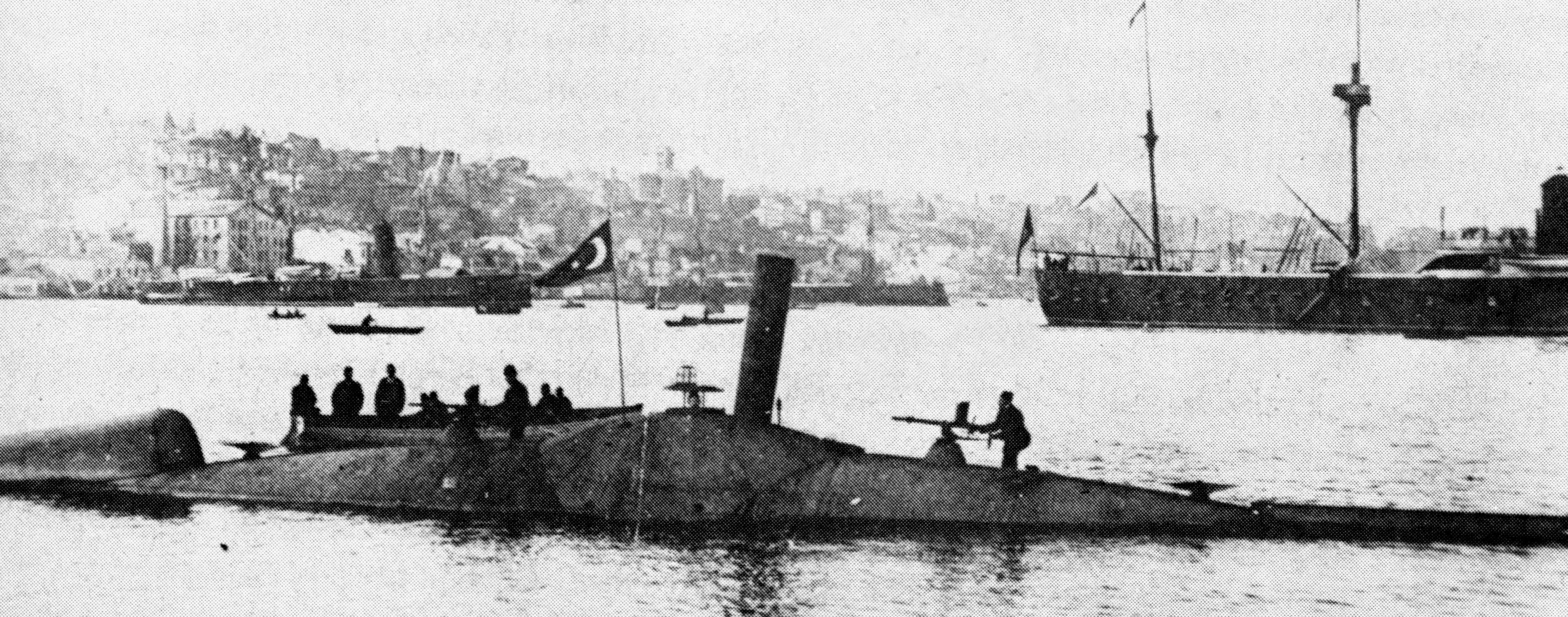
Mit der Abdülhamid wurde 1888 das erste U-Boot in Dienst gestellt

Abdülaziz ließ die ersten Panzerschiffe kaufen, ohne zunächst ausgebildete Besatzungen für sie zu haben. Hinzu kamen 1870 drei weitere Panzerschiffe, die Ägypten an die Osmanen ausliefern musste. 1875 umfasste die osmanische Flotte fast 200 größere und kleinere Kampfschiffe und stand damit zumindest quantitativ kurzzeitig an dritter Stelle weltweit, doch nur 19 davon waren große Panzerschiffe. Der weiteren Flottenrüstung setzte der Staatsbankrott von 1881 zunächst ein Ende. 1887 umfasste die osmanische Flotte nur noch drei große Panzerschiffe, vier veraltete Panzerfregatten und sieben Panzerkorvetten.
Symptomatisch für den Niedergang war der Untergang der veralteten Segelfregatte Ertuğrul 1890, sie sank auf der Rückfahrt von einem Besuch in Japan und riss 530 überwiegend unerfahrene Matrosen mit in den Tod. Ende des 19. Jahrhunderts galt die Osmanische Marine nur noch als drittrangige Seemacht.
Ab 1909 wurden weitere Kriegsschiffe vor allem von Großbritannien und Frankreich gekauft, kleinere Kriegsschiffe wurden auch in osmanischen Werften selbst gebaut. Ab 1910 arbeitete eine britische Marinemission unter den Admiralen Hugh Williams, Douglas Gamble und Arthur Limpus an Reform und Modernisierung der osmanischen Flotte, während sich parallel dazu die Deutsche Militärmissionen im Osmanischen Reich um den Neuaufbau der osmanischen Armee bemühte. Auch französische und sogar russische Offiziere beteiligten sich an der Marinemission, doch der britische Einfluss dominierte. Osmanische Schiffe hatten den gleichen Anstrich wie britische, auch die Rangabzeichen der osmanischen Marine glichen denen der Royal Navy. Zunächst aber unterlag sowohl die osmanische Marine als auch die osmanische Armee 1911/12 im Italienisch-Türkischen Krieg – die italienische Marine versorgte ungehindert ihre in Tripolitanien (Libyen) gelandeten Truppen und bombardierte diverse türkische Hafenstädte – und 1912/13 in den Balkankriegen. Im Schwarzen Meer wurde sie bei Kaliakra von den Bulgaren geschlagen, in der Ägais bei Tenedos von den Griechen. Bei Beginn des Ersten Weltkriegs war der mit der britischen Marinemission vertraute osmanische Marineminister Cemal Pascha zunächst durchaus probritisch gesinnt; die übrigen jungtürkischen Kabinettsmitglieder erreichten jedoch den Abschluss eines Militärbündnisses mit dem Deutschen Reich gegen die Entente-Mächte Großbritannien, Frankreich und Russland.

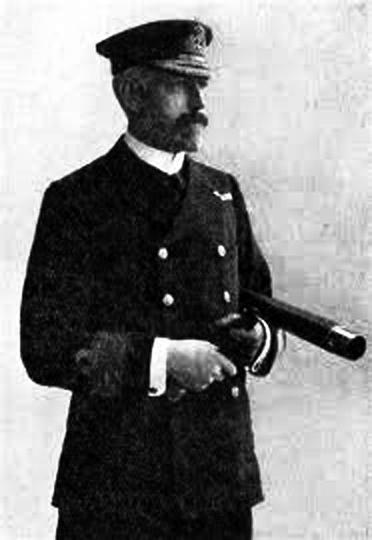
Der britische Konteradmiral Arthur Limpus
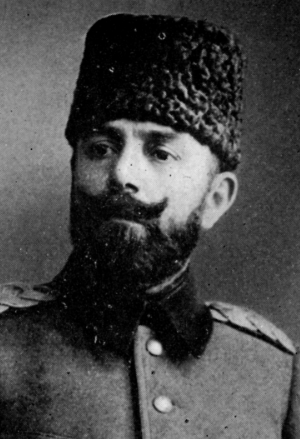
Der osmanische Marineminister Cemal Pascha
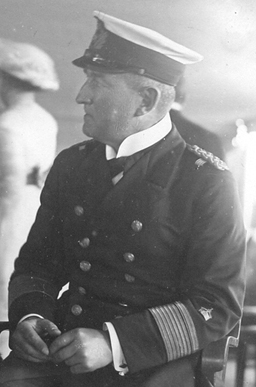
Der deutsche Vizeadmiral Wilhelm Souchon

Schon vor dem Ersten Weltkrieg hatte das Deutsche Kaiserreich den Osmanen Kriegsschiffe verkauft, 1910 beispielsweise die Kurfürst Friedrich Wilhelm (Barbaros Hayreddin), Weißenburg (Torgud Reis) und die in der Ausrüstung befindlichen Torpedoboote S 165 bis S 168, die in Größe und Bewaffnung den zeitgenössischen britischen Zerstörern entsprachen. Sie wurden in der Kaiserlichen Marine durch baugleiche Boote ersetzt und in der Osmanischen Marine unter den Namen Muavenet-i Milliye, Yadigar-i Millet, Numune-i Hamiyet und Gayret-i Vataniye in Dienst gestellt. 1914 wurde die deutsche Mittelmeerdivision (Schlachtkreuzer Goeben und Kleiner Kreuzer Breslau) an das Osmanische Reich verkauft und in dessen Flotte eingereiht. Die fortan weiter mit deutscher Besatzung aber unter türkischer Flagge als Yavuz Sultan Selim und Midilli fahrenden Schiffe führten maßgeblich zum Kriegseintritt der Türkei auf deutscher Seite und der Mittelmächte. Der deutsche Vizeadmiral Wilhelm Souchon übernahm den Oberbefehl über die osmanische Marine, Uniformen und Ränge wurden der deutschen Marine angeglichen.

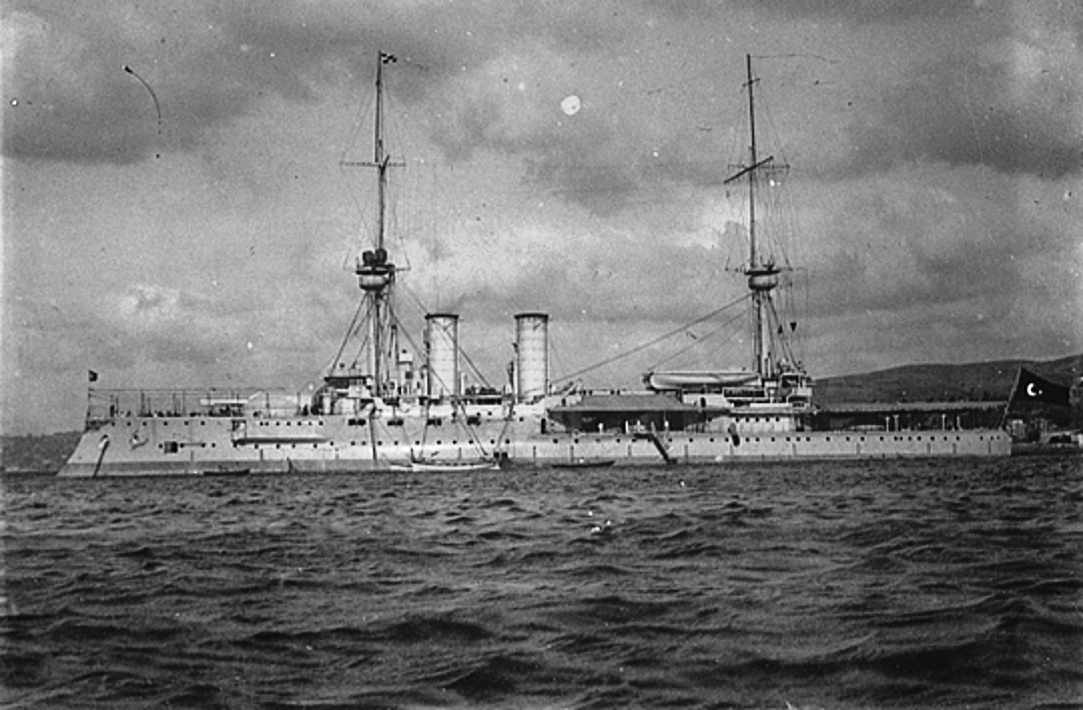
Barbaros Hayreddin
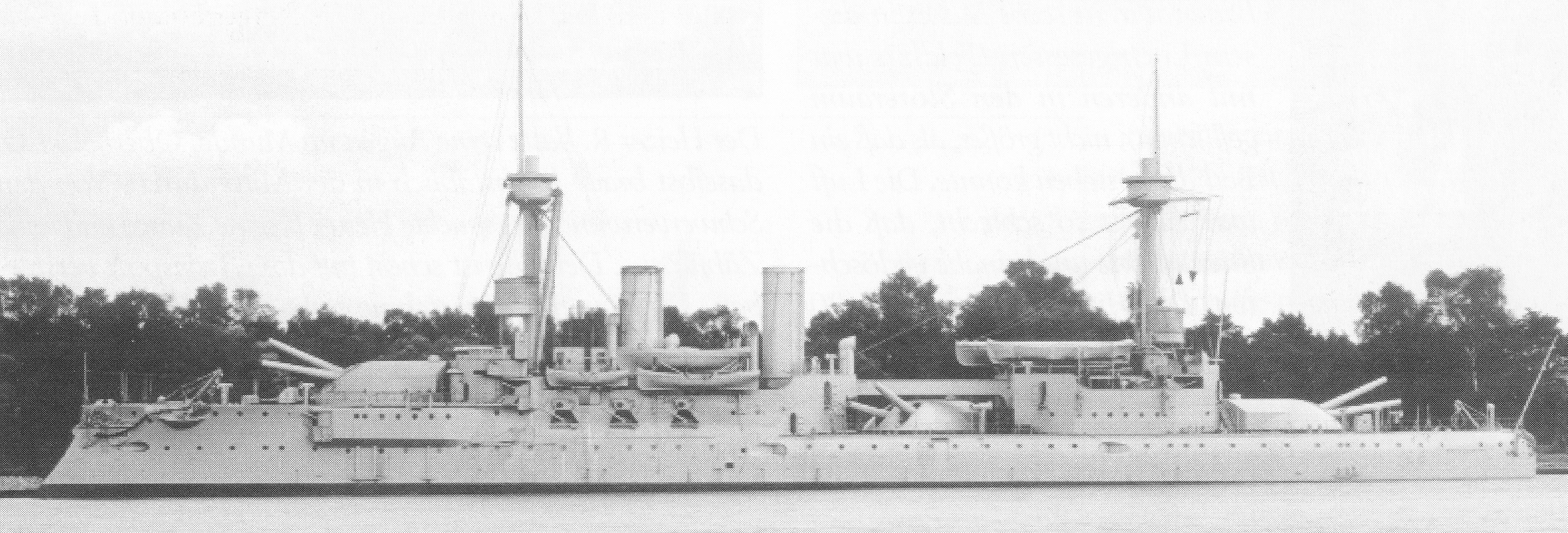
Torgud Reis
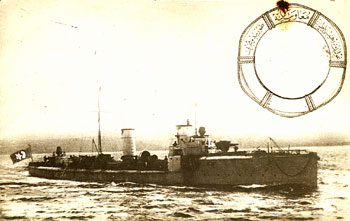
Muavenet-i Milliye

Nach dem verlorenen Ersten Weltkrieg und dem Untergang des Osmanischen Reiches mussten die Reste der osmanischen Marine zunächst an die Alliierten abgegeben werden.
1924 gründete der osmanische Nachfolgestaat Türkei mit den wieder zurückgegebenen Schiffen (darunter die Yavuz Sultan Selim, die bis in die 1950er Jahre in Dienst blieb) die neue türkische Marine.